# Gegant de Cerne Abbas

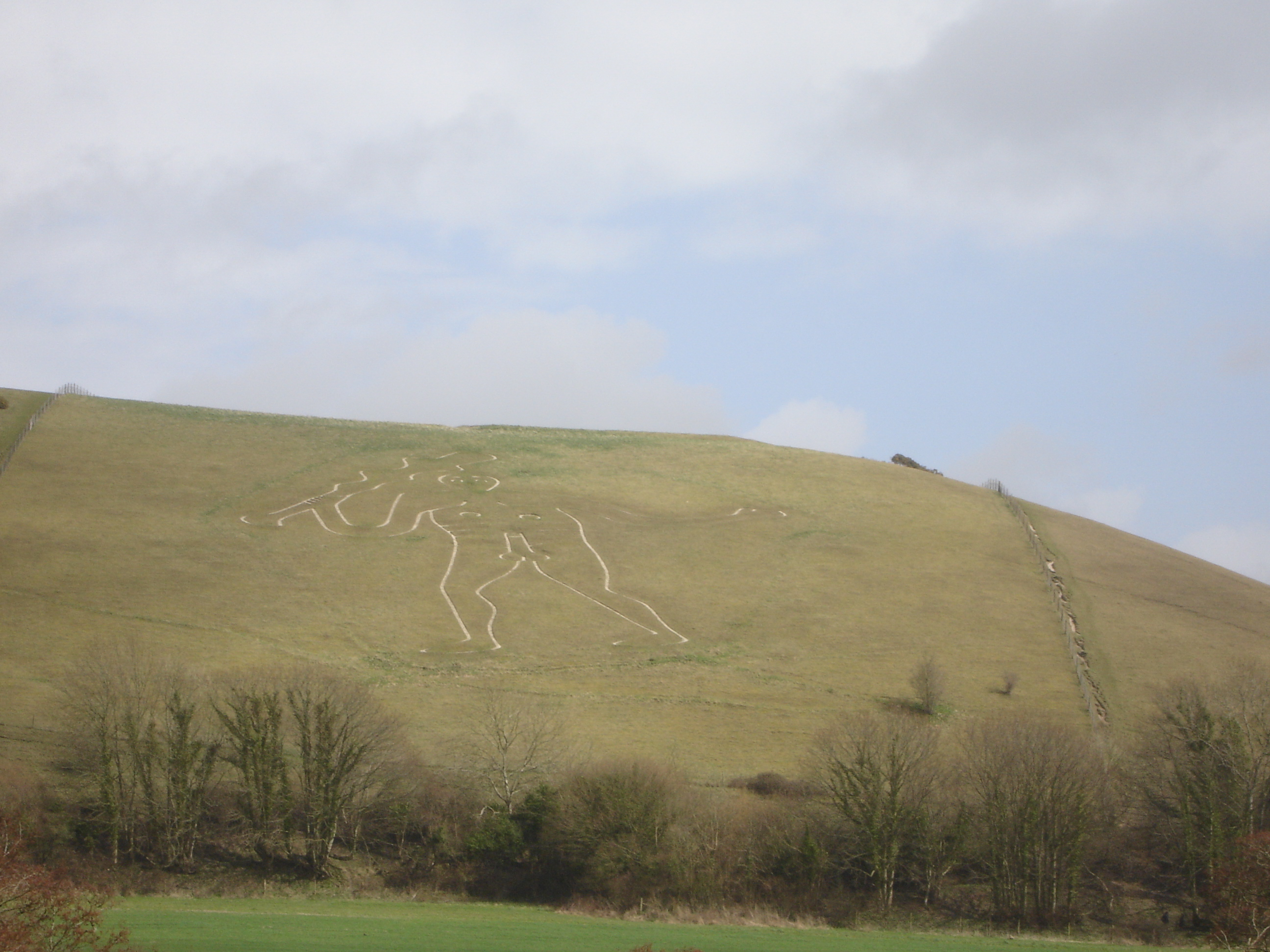
El Gegant de Cerne Abbas al capvespre

El Gegant de Cerne Abbas és una figura de turó situat a la rodalia del poble de Cerne Abbas, a la vall del riu Cerne, a 10 km al nord de Dorchester, Dorset, Anglaterra. La figura també rep els noms de Rude Man ('Home Rude') o Rude Giant ('Gegant Rude').

## Descripció
La imatge fa 55 m d'alt per 51 m d'ample. Representa un home nu que sosté un gran bastó de caça de 37 m. Té el cap molt petit en relació amb la resta del cos i el pit i costelles estan ben definits, però el tret més destacat és el fal·lus en erecció i els testicles. El gegant està tallat en la terra rica en creta (algeps) d'un vessant i pot veure's bé des de l'extrem oposat de la vall o des de l'aire. Els solcs que el componen, que s'omplin amb algeps perquè el gegant puga ser ben vist des de les altures, fan 30 cm d'ample.
Al costat del cap del gegant, damunt i a la dreta, hi ha un petit recinte quadrat que data de l'edat del ferro.

## Origen

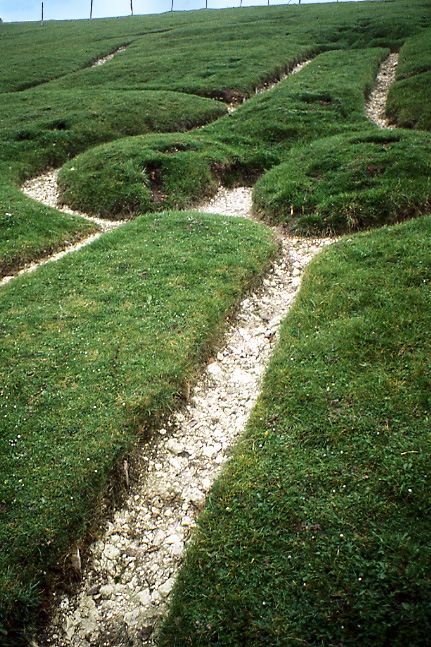
Detall (genitals)

El Gegant de Cerne Abbas és una obra antiga, però no s'ha aclarit definitivament ni el moment en què es creà ni el propòsit que la motivà. El seu origen no sembla remuntar-se més enllà de finals del segle xvii, ja que no hi ha cap esment al gegant en els documents històrics anteriors al 1649, data del primer registre que es coneix de la figura. Les teories que l'associen a cultes de la fertilitat de l'època celta o romana són, doncs, difícils de demostrar.
Segons els experts, la teoria amb més força sobre el significat del Gegant de Cerne Abbas és que és una representació de l'heroi de la mitologia clàssica Hèrcules. Aquest sol ser mostrat amb una maça a la mà dreta i una pell de lleó al braç esquerre, en una postura molt semblant a la del gegant. La connexió amb Hèrcules s'ha vist reforçada pel recent descobriment dels vestigis d'una línia, ara esborrada, que podria representar una pell d'animal al braç esquerre del gegant.
Hui dia es barreja la interessant possibilitat que el Gegant de Cerne Abbas siga una paròdia del dirigent polític anglès Oliver Cromwell (1599-1668). El 1774, el reverend John Hutchins afirmà que el gegant havia estat creat per lord Denzill Holles, propietari del turó des del 1642 fins al 1666, per satiritzar la llei puritana imposada per Cromwell, a qui els seus enemics anomenaven burlonament l'“Hèrcules d'Anglaterra”. Sembla la tesi més sòlida, ja que explicaria tant la inclusió de la figura en els registres durant el s. xvii com els seus vincles amb l'heroi mitològic.

## Folklore
El gegant sempre ha estat associat en les tradicions populars de la zona amb la fertilitat. Es creia que fer l'amor a l'interior del seu enorme fal·lus ajudava a la concepció. Les dones joves hi dormien per assegurar un futur matrimoni. Durant centenars d'anys ha estat un costum local erigir un pal de maig (gran estaca decorada amb flors i colorides cintes que es planta l'1 de maig, al voltant del qual ballen parelles de xiquets i que està associada a la pervivència d'antics ritus pagans d'exaltació de la primavera) al recinte prehistòric situat sobre el cap del gegant. Alguns grups religiosos neopagans veneren actualment el gegant com un símbol de la fertilitat, malgrat que el seu origen dista molt de ser precristià.

## Conservació
Com el Cavall blanc d'Uffington (figura de turó que existeix des de temps prehistòrics, tal vegada l'única realment procedent del món antic en tota Anglaterra) i altres imatges semblants, el Gegant de Cerne Abbas ha estat i continua sent periòdicament renovat. Ha sofert danys i atacs a vegades. Durant l'època victoriana, li cobriren el fal·lus amb terra perquè resultava inacceptable per a la moral de llavors. És possible que l'actual longitud desproporcionada del fal·lus siga una reconstrucció posterior a la seua cobertura; el melic hauria estat també tapat i, en refer el conjunt, s'hauria confós amb l'extrem del fal·lus.

## Paròdies
Al 1997, uns alumnes de la Universitat de Bournemouth crearen una "companya" per al gegant, una figura femenina perible al seu costat. El 2007, per a la promoció de la pel·lícula dels Simpson al Regne Unit, es dibuixà amb pintura biodegradable una imatge colossal de Homer Simpson, en calçotets i amb un dònut a la mà, al costat del gegant.
Al novembre de 2013, la Fundació Nacional per a Llocs d'Interès Històric o Bellesa Natural, per tal de donar suport a la campanya Movember, autoritzà que posaren temporalment un gran bigoti d'herba d'11 m d'ample per 2,7 m d'alt al gegant.